# Geislohergraben
Der Geislohergraben ist ein linker und östlicher Zufluss des Laubenzedeler Mühlbachs im mittelfränkischen Landkreis Weißenburg-Gunzenhausen.

## Verlauf
Der Geislohergraben entspringt im Fränkischen Seenland am Rand des Gräfensteinberger Waldes westlich des namensgebenden Ortes Geislohe, einem Gemeindeteil von Haundorf, auf einer Höhe von 437 m ü. NN. Er fließt erst in westliche, dann nordwestliche Richtung durch einen Wald. Der Geislohergraben mündet bei Schnackenmühle auf dem Gemeindegebiet der Stadt Gunzenhausen nach einem Lauf von rund einem Kilometer auf einer Höhe von 422 m ü. NN von links in den vom Laubenzedeler Mühlbach durchflossenen Schnackenweiher.
Der Geislohergraben nimmt etwa auf halber Strecke mitten im Wald auf einer Höhe von etwa 427 m ü. NN von rechts bzw. Osten einen kleinen, etwas über 200 Meter langen, nicht benannten Zufluss.